# Nuits de la Citadelle
Le festival les Nuits de la Citadelle est l'événement important du paysage culturel sisteronais et des Alpes provençales. Depuis plus de cinquante ans, le théâtre de verdure de la Citadelle, créé en 1928, accueille chaque année des spectacles de théâtre, danse ou musique. 

## Les sites
Plusieurs lieux servent actuellement de cadre à ces différentes manifestations. L'église Saint-Dominique (XIIIe siècle) est réservée aux concerts de musique de chambre, ceux de musique sacrée se déroulent en la cathédrale Notre-Dame-des-Pommiers (XIIe siècle). La partie danse et théâtre est programmée au théâtre de verdure.

## Les artistes
Des artistes de renommée internationale sont venus se produire lors des Nuits. Parmi les grands noms du théâtre, on compte Jeanne Delvair, Edwige Feuillère, Maria Casarès,Michel Bouquet,Lambert Wilson et Jean Marais, pour la danse Patrick Dupond, Noëlla Pontois et Marie-Claude Pietragalla. Pour la partie musique, ont été invités des chefs d'orchestre comme Karl Münchinger et Michel Corboz, et ont joué ou chanté en soliste Georges Cziffra, Lily Laskine, Barbara Hendricks et Vadim Repin<.

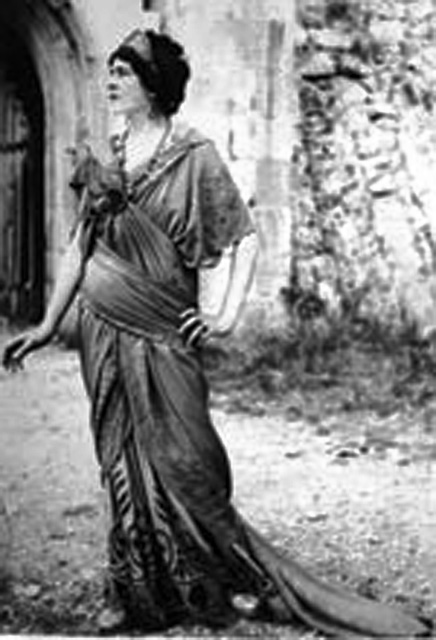
Jeanne Delvair
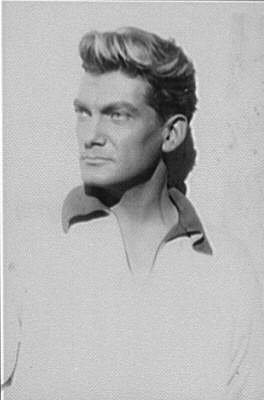
Jean Marais
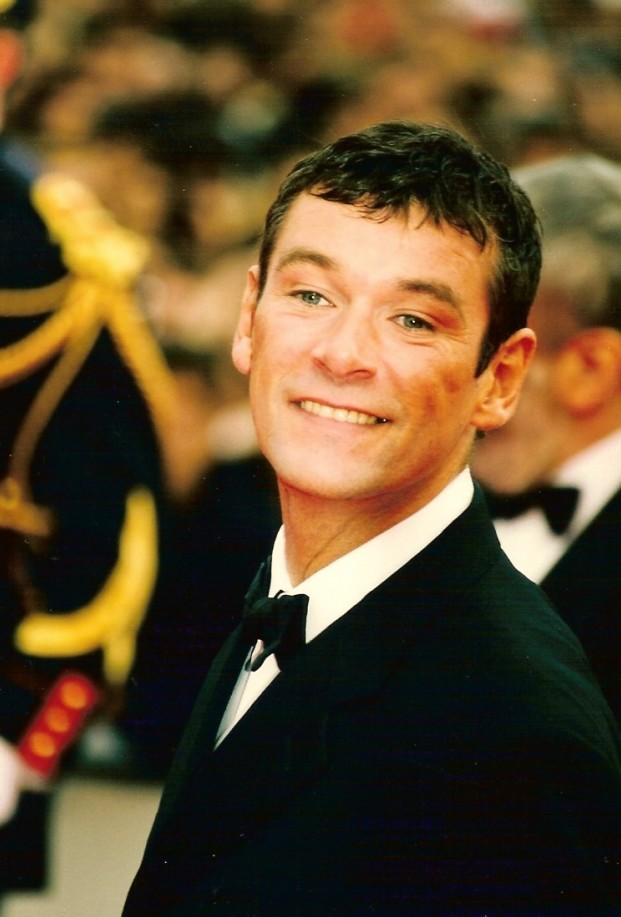
Patrick Dupond
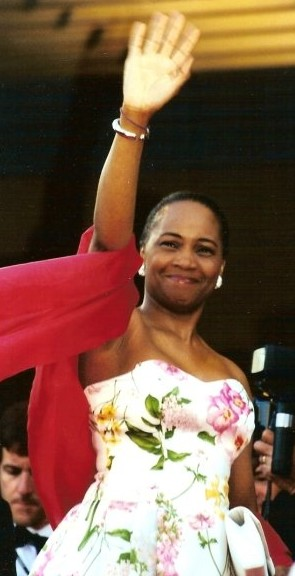
Barbara Hendricks

|  |  |  |

## Personnes clefs
FondateursMarcel Provence
Antoine Balpétré
Pierre Colomb, président
PrésidenteÉdith Robert
Vice-PrésidentJacques Sauvaire-Jourdan
Trésorier-secrétaireJean-Louis Ré
Assistante de directionFélicia Osuna
Attachée de presseHélène Seranne